# فرودگاه داخله
فرودگاه داخله (به انگلیسی: Dakhla Airport) یک فرودگاه همگانی و نظامی باربری با کد یاتا VIL است که یک باند فرود آسفالت دارد و طول باند آن ۳۰۰۰ متر است. این فرودگاه در شهر داخله کشور صحرای غربی قرار دارد و در ارتفاع ۱۱ متری از سطح دریا واقع شده‌است.

## شرکت‌های هواپیمایی و مقصدهای پروازی
| شرکت‌های هواپیمایی              | مقصدهای پروازی                               |
| ------------------------------ | -------------------------------------------- |
| بینتر کاناریاس اجرا توسط Naysa | گرن کناریا                                   |
| هواپیمایی پادشاهی مراکش        | اگادیر المسیره، محمد پنجم، گرن کناریا، حسن ۱ |
| ترانساویا.کام                  | اورلی (آغاز از ۲۶ اکتبر ۲۰۱۷)                |